# Joseph Gottfarstein
Joseph Gottfarstein (geboren 1903 in Prenen; gestorben 1980 in Paris; englisch-jiddische Schreibweise Yosef Gotfarshtein) war ein Historiker und Philologe der jiddischen Kultur, Sprache und Literatur und Autor feuilletonistischer Artikel für jiddische Journale in Kaunas, Berlin, Paris und Genf. Er war judaistischer Schrift-Gelehrter (Talmud-Kenner, Kabbala-Forscher), Poet und Übersetzer (vom Russischen ins Deutsche, vom Jiddischen ins Französische) und wurde gelegentlich „Rabbi“ genannt.
Der Name Gottfarstein (jiddisch farschtéjn = verstehen) könnte als Auftrag, Aufruf gelesen werden. Denkbar wäre sogar, weil der Name sonst nirgends auftaucht (siehe auch: Hapax legomenon), dass Gottfarstein sich diesen Namen als Programm selbst gegeben hat: „[Versuche,] Gott [zu] verstehen!“ Diese Maxime entspräche der im litauischen Judentum eigentümlichen Verbindung aufklärerisch-rationalistischer Haskala-Motive mit solchen der asketisch-pietistischen („existentialistischen“), von Israel Salanter gegründeten Mussar-Bewegung (beide Motive im Kontrast zum eher „ekstatischen“ polnisch-galizischen Judentum, das den Chassidismus hervorbrachte): Gottfarstein erscheint als Repräsentant der letzten Generation einer litauisch-jiddischen Kultur, die aus Spannungen zwischen orthodoxer Tradition, säkularisierender Intellektualität und pietistischer Mystik lebte.

## Leben
1903 geboren in Prenen (Prienai), südlich von Kowno (Kaunas), Litauen; aufgewachsen in Mariampol (Marijampolė) und Kaunas, hebräisches Gymnasium, 1916 an der berühmten Jeschiwa in Słobódka (dort befand sich das spätere Ghetto v. Kaunas), 1918 Talmud-Schüler strengerer Observanz (im Geist der asketisch-pietistisch-spiritualistischen Mussar-Bewegung), Studium am jiddischen Lehrer-Seminar Kaunas; anarchistischer Sympathisant, bricht mit dem jüdischen Ritual, bleibt aber den hebräischen und jiddischen Text-Traditionen treu; 1923 Berlin, studiert Philosophie und Violine, anarchistisch-literarischer Zirkel, Herausgeber der (jiddischen) Zeitschrift Di Tswelfe, übersetzt den russischen Lyriker Sergej Jessenin, mit Jacob Gordin und Olga Katunal in der „Philosophischen Gruppe“ um Oskar Goldberg und Erich Unger; seit Ende der 20er Jahre Paris, 1934–1939 Freundschaft mit Joseph Roth, Bekanntschaft mit Soma Morgenstern, Kontakt mit Gerhard / Gershom Scholem, heiratet Sophie Abrahamer (genannt Zoschka), 1940 Geburt Sohn Sam(uel), genannt Boudjou (später Mathematiklehrer in Straßburg, der einen großen Teil seiner Zeit talmudischen Studien widmet); nach Okkupation in Genf, dort Begegnung mit Ludwig Hohl, dann wieder in Paris, Vorträge im Rahmen des von Richard Marienstras gegründeten französisch-jiddischen Cercle Gaston Crémieux; stirbt in einem Pariser Vorort 1980.
Gottfarstein hat zwei große und (nicht nur als Trinker) abgründige deutschsprachige Schriftsteller jahrelang begleitet und in ihrem schwankenden Selbstvertrauen gestützt: Joseph Roth und Ludwig Hohl.

## Bibliographie

### Gesichert

#### Monografien und Aufsätze
- L'école du meurtre („Die Schule des Morde(n)s“), La Presse française et étrangère; Oreste Zéluck, Éditeur, Paris, et Les Éditions de la Baconnière à Boudry, Neuchâtel (Suisse), 1946, 367 p. [Thema: Theorie und Praxis der Erziehung zum Antisemitismus im NS-Staat 1933–1945]
- The Folklore of Lithuanian Jews, in: Y. D. Kamzon, Rav Kook Institution [for Talmudic Research] Jerusalem (Editor), Yahaduth Lita (neu-hebräisch), Vol. 1 - 4, Tel-Aviv 1959–1984, Vol. 1, 1959, [24] + 256 p.
- [The Nature of] Kiddush Hashem  over the Ages and its Uniqueness in the Holocaust Period, in: Meir Grubsztein (Ed.), Jewish Resistance During the Holocaust. Proceedings of the Conference on Manifestations of Jewish Resistance. Jerusalem, April 7 - 11, 1968, Jerusalem, Yad Vashem 1971, 21972, 562 p., p. 453 - 482, als Vorspann (und zum Titel des Aufsatzes) vgl. Gottfarsteins Diskussionsbeitrag im selben Band, p. 61 ff.; Auszug (p. 475-478) abgedruckt unter dem Titel Jewish Law & the Holocaust in: Azriel Eisenberg, Witness to the Holocaust [a reader with individual bibliographies to specific topics], The Pilgrim Press, NY 1981, XX + 649 p., ISBN 0-8298-0432-3, p. 297 ff.
- Toward a Portrait of Lithuanian Jewry (neu-hebräisch), in: M. Zohary & A. Tartakover (Ed.), Hagut 'Ivrit Be-'Eyropa (Studies on Jewish Themes by Contemporary European Scholars), Brit-Ivrit Olamit / Israel Goldstein (Chairman of the Editorial Board), Yavne, Yerushalaim / Tel Aviv 1969; daraus: Joseph Gutferstein [sic!], The Indestructible Dignity of Man: The Last Musar Lecture in Slabodka, in: American Jewish Congress (Ed.), Judaism. A Quarterly Journal of Jewish Life & Thought, Vol. 19, Number 3, Summer 1970, pp. 262 - 263 (p. 259: The translation from the Hebrew is the work of Dr. David Wolf Silverman.; p. 262: „This Chapter is part of a larger work … on Lithuanian Jewry.“); dieser Auszug abgedruckt unter dem Titel Kiddush Ha-Hayim (Sanctification of Life). The Indestructible Dignity of Man, in: Eisenberg (op. cit.), S. 300 ff.
- Rencontres avec l'alphabet hébreu. Les lettres sculptées d'Anna Waisman, La Revue encyclopédique juive, n° 49, 1978, p. 1359.

#### Übersetzungen
- Marc Dvorjetski (* 1908), Le Ghetto de Vilna (Rapport Sanitaire), Preface du Prof. L. Hersch. La traduction de l'Avant-Propos [Paris, le 23 août 1945] a été faite du yiddish par Rebecca Citrinbaum. Le Livre même [Rapport, Paris, octobre 1945; pp. 21 - 85] a été traduit par J[oseph] Gottfarstein, [Edition] Union O. S. E., Genève 1946, 85 p.
- Cholem Aleichem (1859–1916), Le Tailleur Ensorcelé et autres contes, traduits du yiddish par Isaac Pougatch et Joseph Gottfarstein, avec un dessin de Marc Chagall [en frontispice], Editions Albin Michel (Collection „Présences du judaïsme“), Paris juin 1960, reproduit août 1983, 269 p., einleitender Essay Cholem Aleichem, unterzeichnet „J. G. et I. P.“, pp. 7 - 18; ISBN 2-226-01850-6.
- I. L. Peretz, Métamorphose d'une Mélodie et autres contes et récits; traduits, préfacés, et annotés par J[oseph] Gottfarstein, Editions Albin Michel (Collection "Présences du judaïsme"), Paris septembre 1977, 288 p., Préface "La Littérature Yiddish au XIXe siècle", unterzeichnet "J. G.", pp. 7 - 18, Notes et Références, Lexique, pp. 251 - 283, ISBN 2-226-00547-1.
- (postum herausgegeben von Samuel Gottfarstein) Le Bahir. Le Livre de la Clarté [Sépher Ha-Bahir; Provence, Ende 12. Jh.]. Traduit de l’hébreu et de l’araméen par J. G. [Édition bilingue], Collection 'Les Dix Paroles' / Textes de la tradition hébraïque, dirigée par Charles Mopsik, [Éditions] Verdier, 11220 Lagrasse [Aude] janvier 1983, Nachdruck mars 2000, 171 p., Présentation [J. G.]: p. 7 - 15, Texte: 17 - 155; ISBN 2-86432-021-5.

#### Interviews und Briefe
- Gespräche über Joseph Roth, 1894–1939, in: David Bronsen, Joseph Roth. Eine Biographie, Kiepenheuer & Witsch, Köln 1974, 713 S.; Auszüge aus Interview-Protokollen, in Anmerkungen (S. 609–669) ausdrücklich auf Gottfarstein bezogen.
- Zwei Briefe an Ludwig Hohl (1904–1980) und Hanny Fries, 27. Oktober 1946, 24. Februar 1947 (Übersetzung aus dem Französischen), in: Werner Morlang, Die verlässlichste meiner Freuden. H. Fries u. L. Hohl. Gespräche, Briefe, Zeichnungen und Dokumente, Nagel & Kimche, Zürich [ = Filia v. Carl Hanser, München / Wien] 2003, 392 S., S. 363–368; ISBN 3-312-00310-5.
- Fünf Briefe an Soma Morgenstern (1890–1976), 16. Januar, 14. November 1958, 1. Juni, 9. Oktober 1959, 11. April 1960 (vom Jiddischen ins Neuhochdeutsche übertragen von Mirjam Triendl, Nov. 1997), Deutsches Exilarchiv 1933–1945 der Deutschen Bibliothek Frankfurt (Main), unveröffentlicht, 5 Blatt Original (jiddisch in hebräischer Maschinenschrift), 8 Blatt Übersetzung, 7 S.

#### Nachlass
Die ursprünglich geplante Schenkung des Nachlasses an das Yidisher visnshaftlekher institut-Archiv in New York kam nicht zustande. Deshalb schenkte Samuel Gottfarstein 2005 den Nachlass seines Vaters dem Mémorial de la Shoah in Paris.

### Zweifelhaft
- Flüchtige Benutzung der Quellenangabe v. Eisenberg's Teilabdruck 1981 des Textes Kiddush Ha-Hayim 1970 (Eisenberg, p. 300, ohne Rückgriff auf die „Acknowledgements“, p. VI) erzeugte einen irreführenden Hinweis auf eine vorgebliche Monographie "Judaism": Der Künstler Louis Brandsdorfer schreibt am 17. Juni 1987 in seinem Vorwort zu The Bleeding Sky. My Mother's Journey Through the Fire: "[...] I was also taken with a quote from Joseph Gottfarstein's book "Judaism", that I found in Azriel Eisenberg's book, "Witness to the Holocaust." The quote was from the last Musar talk Rabbi Nahum Yanchiker, the Headmaster of the Slabodka Musar-Yeshiva near Kovno Lithuania, gave his students." [es folgen Paraphrasen u. Zitate aus Eisenberg, p. 301 sq.]
- Für die Behauptung von Friedlander (op. cit., "Vilna [...]", p. 158): „He also translated the tales of the Hasidic Rabbi Nahman of Bratslav.“ gibt es bisher keine bibliographischen Belege. Vergleiche aber: Rabbi Nahman de Bratslav (1772–1810), Les Contes, [choisis et presentes par] Martin Buber; traduits de [la version allemande] par Felix Levy et Lea Marcou, Stock, Paris 1981, 193 p. - Gottfarstein's Peretz-Übersetzung (s. o.) enthält Les Récits de Rabbi Na'hman'ké. La Révélation ou L'Histoire d'un Bouc, pp. 55 - 65, dazu die Notes, pp. 256 - 258.